# Villamayor de Campos
Villamayor de Campos es un municipio y localidad española de la provincia de Zamora, en la comunidad autónoma de Castilla y León.  El término municipal tiene una población de 339 habitantes (INE 2024).

## Geografía

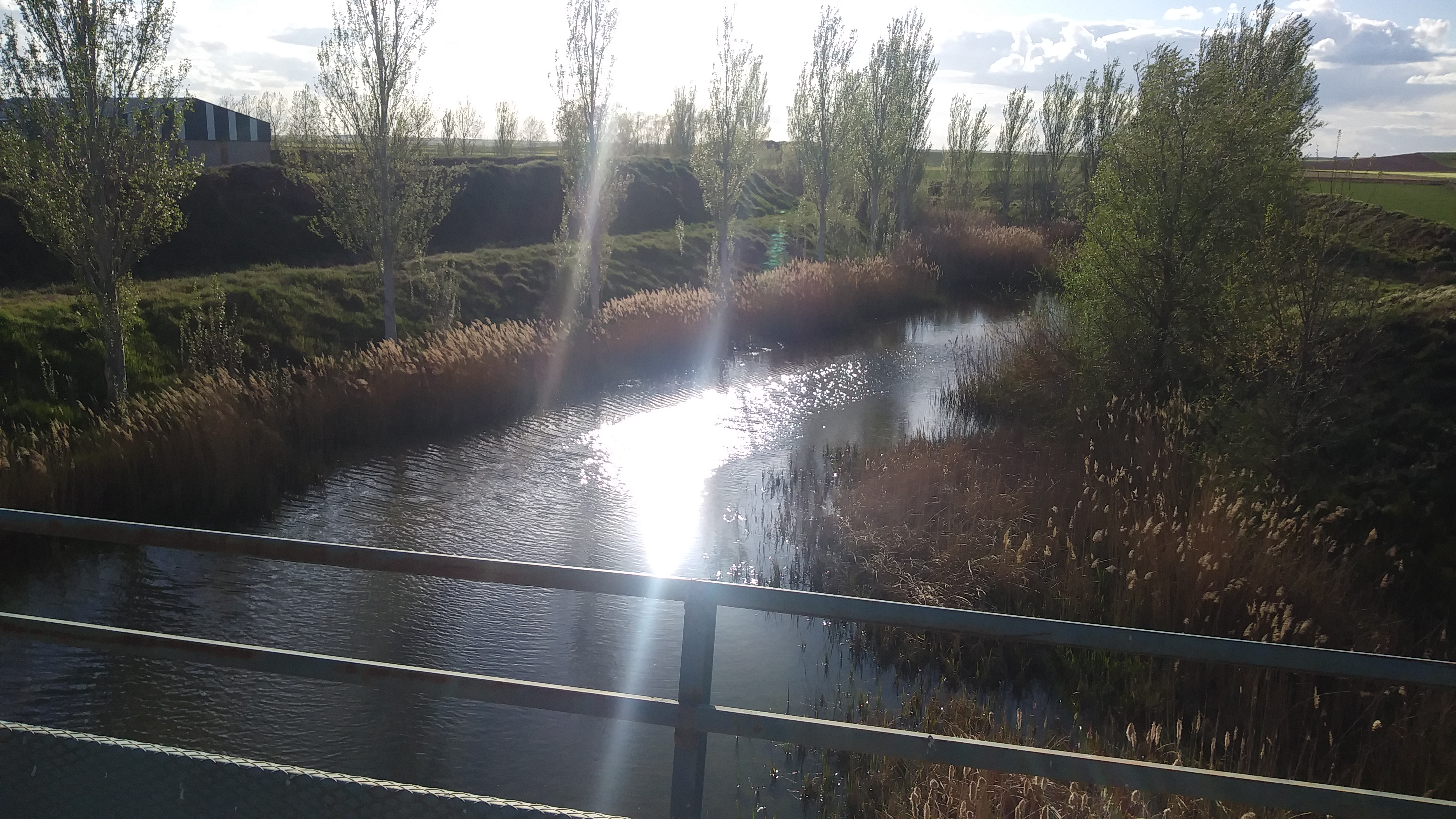
Río Valderaduey

El municipio, que pertenece a la comarca de Tierra de Campos, cuenta con una superficie de 26,48 km² que es atravesada en su zona meridional por el río Valderaduey.
A 4 km de Villalpando y 2 km antes de llegar a Villamayor de Campos pasa el río también conocido como arroyo Bustillo o arroyo Ahogaborricos, afluente del río Valderaduey. 
Parte del término municipal se integra dentro de la ZEPA Penillanuras-Campos Sur.

## Historia
Los restos más antiguos que atestiguan la presencia humana en el término datan de época romana, de la cual quedan diversos restos aparecidos en el término (“tegulas”, cerámica y molinos circulares).
Tras la invasión musulmana resultó destruido el castillo con sus murallas que se alzaba en el pago de «El Castro». A finales del siglo IX, Alfonso III de León inició la repoblación para asegurar sus territorios, trayendo gentes de variados lugares. 
En la repoblación de esta tierra se formaron numerosos poblados muy próximos entre sí y uno de ellos se constituía en centro de los demás.
Para ello tenemos que remontarnos al siglo X. En torno a Villamayor de Campos existió este tipo de poblados, los cuales se hallan bien identificados y catalogados. Son los siguientes:
Castro de Acebal: sin duda el más antiguo de todos, estaba situado en el actual teso de las bodegas. Se despuebla definitivamente a mediados del siglo XVI. 
Villanueva Aratoy o del Río: se encontraba ubicado entre el río Valderaduey y el actual cementerio. Consta su existencia bien documentada antes de 970.
Villacevola: se ubicaba al borde del río Valderaduey junto  a lo que fue ocupado por las huertas del "Hoyo Gallego y próximo a la llamada huerta Grande.
San Martín de los Rascones: Fue el poblado de mayor duración. Hay noticias de él en el siglo X y existió hasta las primeras décadas del sigli XIX. Se encontraba situado en el teso del mismo nombre, parte oriental de la Lombilla o La Ombilla. Su iglesia se conservaba a principios del siglo XIX.
San Salvador de Otero de Benefes: situado en el teso del mismo nombre. Su antigüedad se remonta al siglo XI y si no al X. Queda despoblado en el siglo XV.
Santa María de Aratoy o Araduey: situado en la finca conocida como la Granja, entre Villalpando y Villamayor, próximo al río Valderaduey. Se habla de él en documentos del siglo XII.
No obstante, muchos de las poblaciones entonces fundadas acabaron como despoblados, como ocurrió en el término a El Salvador, San Martín de los Rascones, Villanueva del Río y Barrio El Otero.

En el siglo XII, antes de 1157, el rey Alfonso VII de León otorgó fuero propio a la localidad, a cuyo fuero hace referencia el de Pozuelo de la Orden.

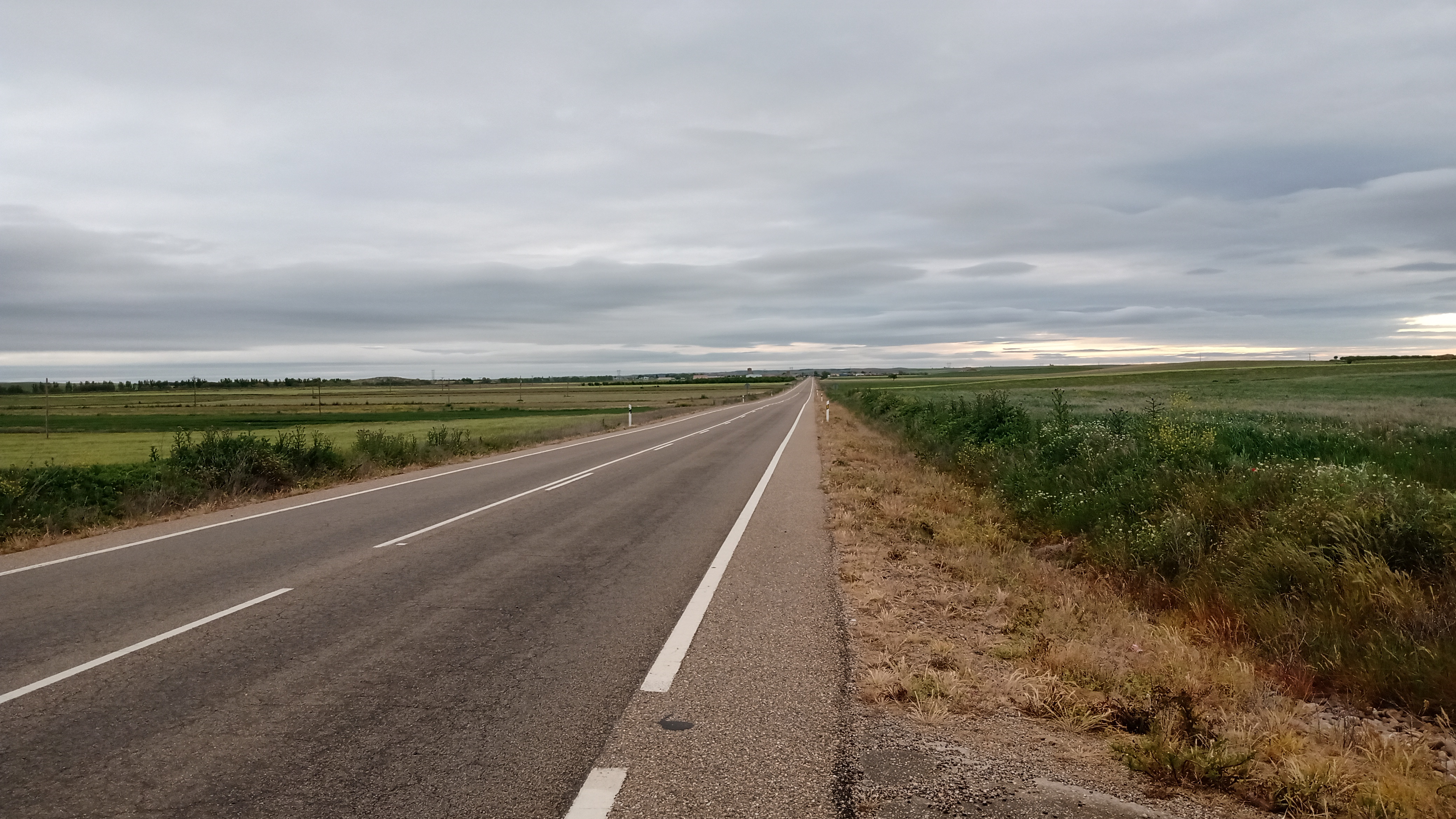
Villamayor de Campos

En el siglo XIV Villamayor pasó a manos de los Fernández de Velasco, pasando por este hecho a integrar la denominada «Provincia de las Tierras del Condestable». No obstante, tras la pérdida de la condestabilía de los Velasco en 1711, Villamayor, junto al resto de la Tierra de Villalpando, dejó de pertenecer a la provincia de las Tierras del Condestable, pasando a hacerlo de León, en cuya provincia aparece integrado en 1786 en el mapa de Tomás López titulado ‘Mapa geográfico de una parte de la provincia de León’.
Al crearse las actuales provincias en 1833, Villamayor de Campos quedó adscrito al partido judicial de Medina de Rioseco, en la provincia de Valladolid. A mediados del siglo XIX, la villa tenía contabilizada una población de 1304 habitantes. Aparece descrita en el decimosexto volumen del Diccionario geográfico-estadístico-histórico de España y sus posesiones de Ultramar de Pascual Madoz de la siguiente manera:

VILLAMAYOR DE CAMPOS: v. con ayunt. en la prov., aud. terr. y c. g. de Valladolid (12 leg.), intendencia de Zamora, part. jud. de Medina de Rioseco (4), dióc. de León (14). sit. en una estensa llanura, con libre ventilacion y clima frio: tiene 350 casas; la consistorial con cárcel; escuela de instruccion primaria, á cargo de un maestro pagado por el vecindario; 2 iglesias parr. (Santa Maria y San Esteban) servidas cada una por un cura y un sacristan; confina el térm. con los de Sta. Eufemia, Quintanilla del Monte y Quintanilla del Olmo; dentro de él se encuentran varias lagunas y pozos, las ermitas de Ntra. Sra. del Socorro y La Vera Cruz, y los desp. de El Salvador, San Martin de Rascones, Villanueva del Rio, y un barrio llamado el Otero: el terreno, bañado por el Valderaduey, es de buena calidad. caminos: los locales, en mediano estado. correo: se recibe y despacha en Villalpando. prod.: cereales, legumbres, vino y pastos, con los que se mantiene ganado lanar y mular. ind.: la agrícola, la arrieria y 2 molinos harineros de viento. pobl.: 366 vec., 1,304. alm. cap. prod.: 994,792. imp.: 105,327. contr.: 25,548 rs. 32 mrs.
(Madoz, 1850, p. 185)

Tras las reclamaciones de los concejos del área villalpandina, quedó integrado a partir de 1858 en la provincia de Zamora, dentro esta de la Región Leonesa, la cual, como todas las regiones españolas de la época, carecía de competencias administrativas. Tras la constitución de 1978, este municipio pasó a formar parte en 1983 de la comunidad autónoma de Castilla y León, en tanto que pertenecía a la provincia de Zamora.

## Demografía
Cuenta con una población de 339 habitantes (INE 2024).
| Gráfica de evolución demográfica de Villamayor de Campos entre 1842 y 2021                                            |
| |
| Población de derecho según los censos de población del INE. Población de hecho según los censos de población del INE. |

## Administración y política

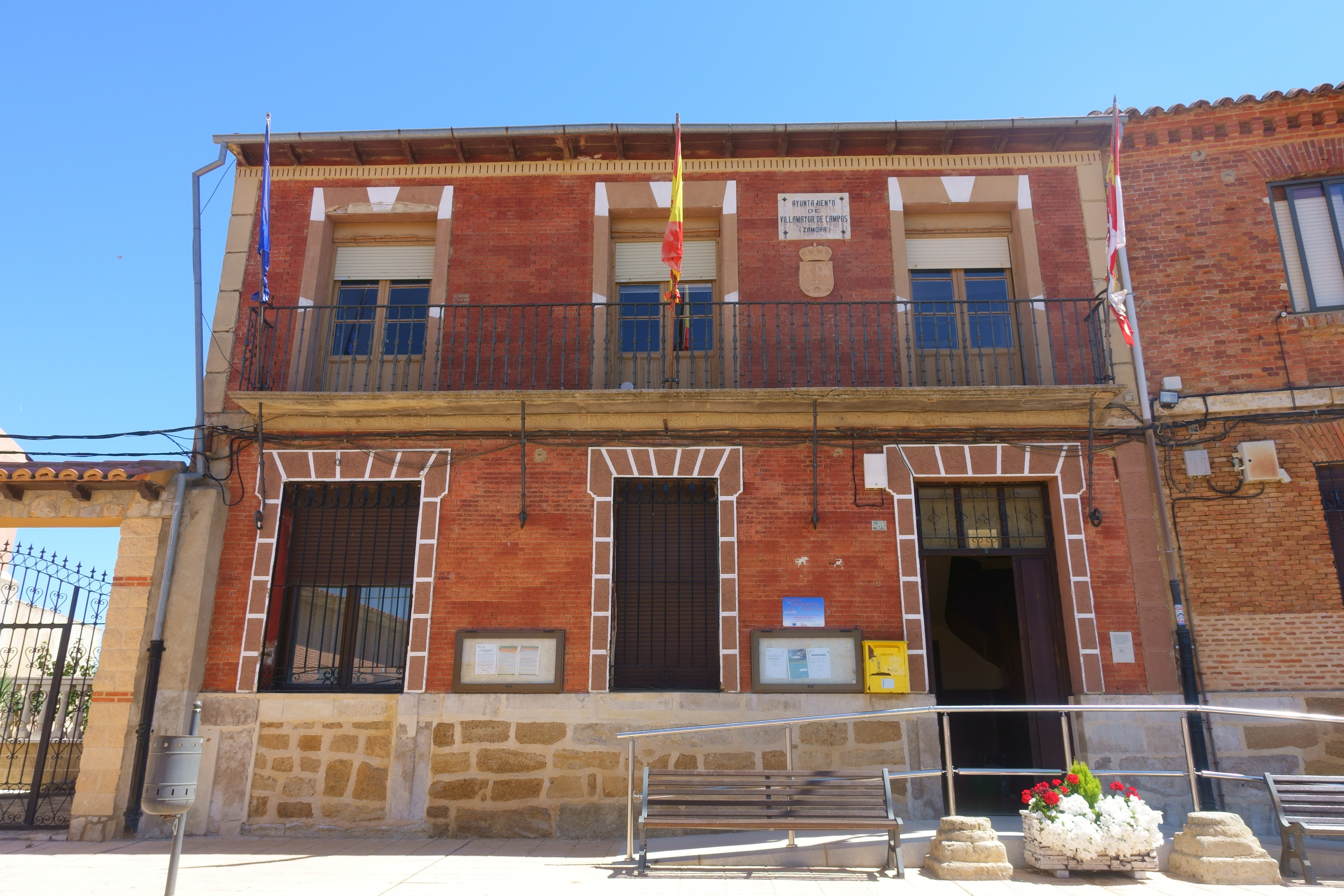
Casa consistorial

Mancomunidad del Raso de Villalpando
La Mancomunidad del Raso de Villalpando agrupa los municipios de Cañizo, Cerecinos de Campos, Cotanes del Monte, Prado, Quintanilla del Monte, Quintanilla del Olmo, San Martín de Valderaduey, Tapioles, Villalpando, Villamayor de Campos, Villanueva del Campo, Villar de Fallaves, Villárdiga.

## Patrimonio

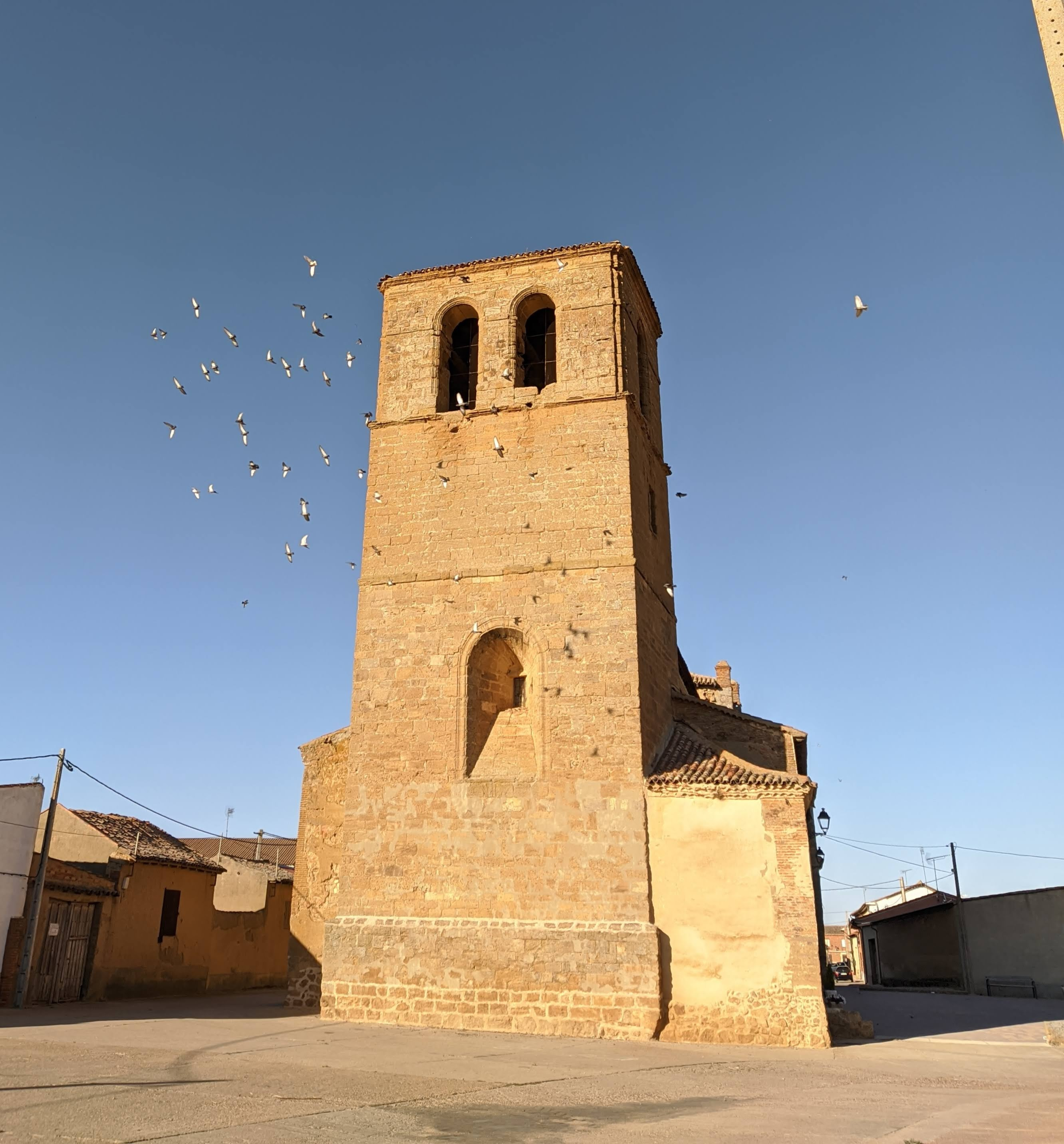
Torre de la iglesia de Santa María

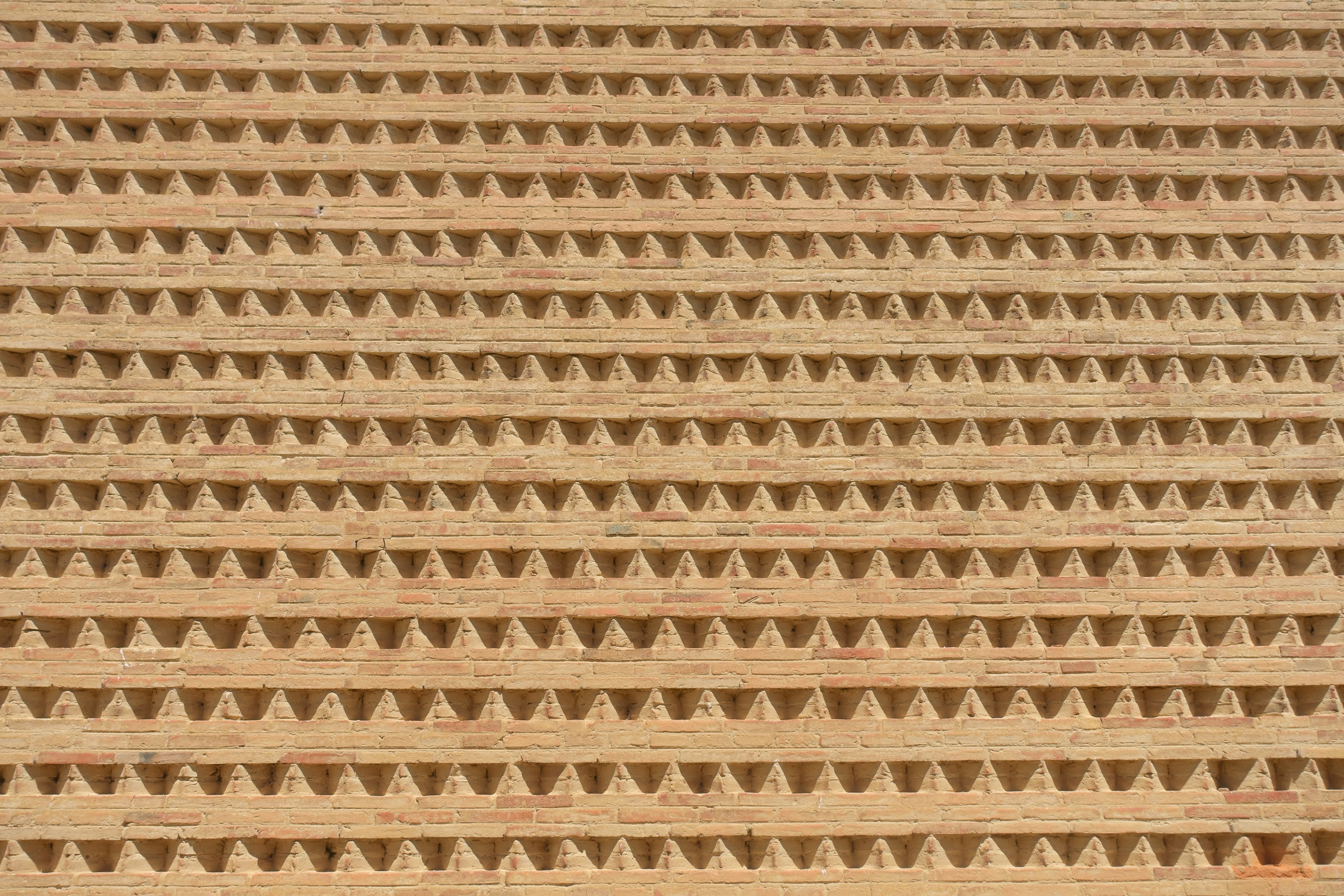
Detalle decorativo de la iglesia de la Asunción de Nuestra Señora

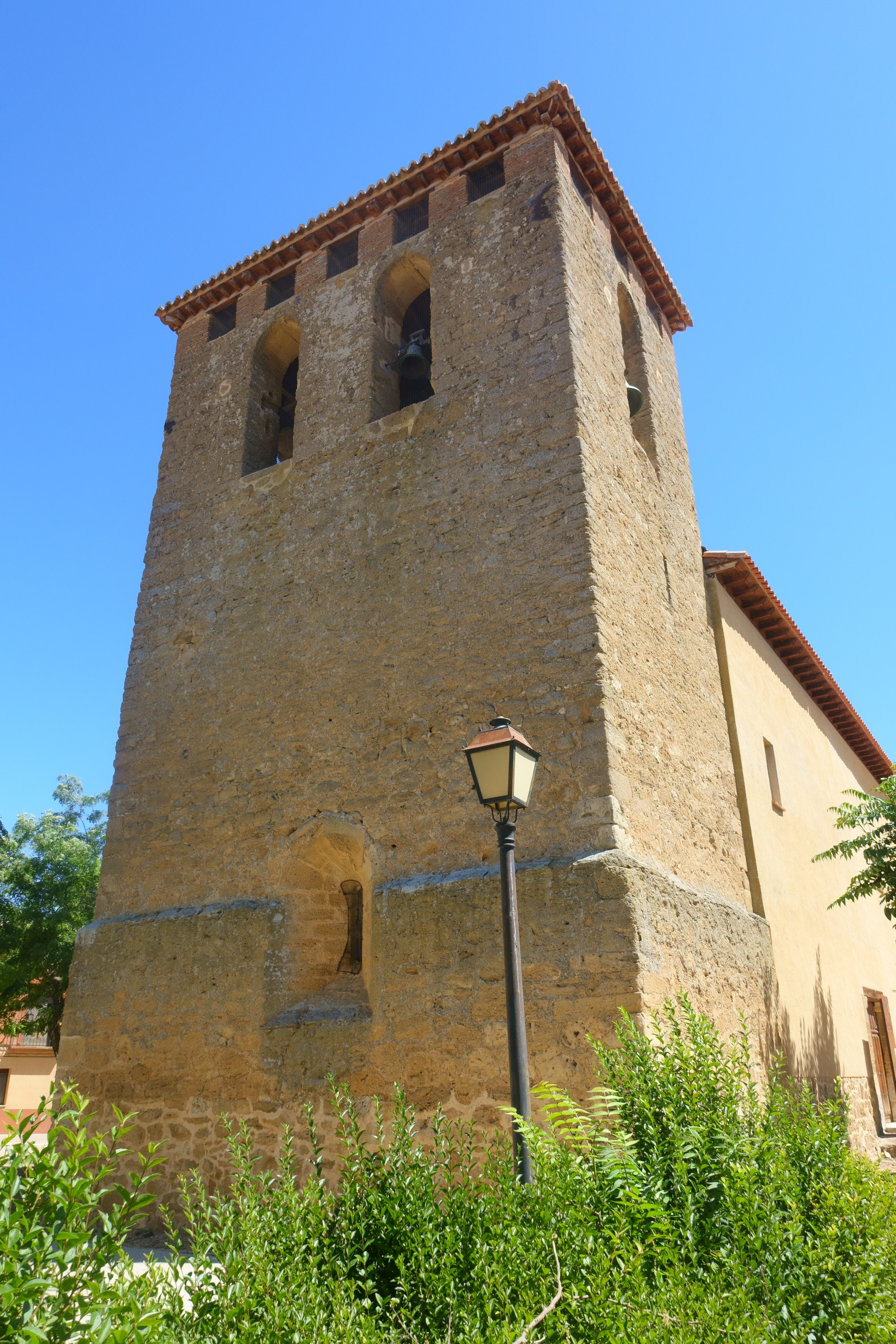
Torre de la iglesia de San Esteban Protomártir

- Iglesia de Santa María de la Asunción, construida con torre de piedra y resto en ladrillo. Tiene aires renacentistas que finalizan una obra comenzada en estilo gótico. En el interior del templo destaca su retablo rococó. También es destacable el antepecho del coro. Existía ya en el siglo XII y era una de las dos parroquias. Se supone que era de estilo románico, aludiendo a recuerdos que subsisten de este estilo en los contrafuertes del edificio y el ábside. A mediados del siglo XVI un incendio la destruyó, que sería reconstruida por iniciativa de Doña Magdalena de Ulloa, Señora de Villamayor por matrimonio con D. Luis de Quijada. Cuenta con dos entradas abiertas en los costados, si bien habitualmente sólo se utiliza la que podríamos llamar principal que da a una pequeña plaza.Parece ser que este pequeño patio fue el antiguo atrio y a la vez cementerio, hasta que se hizo el cementerio municipal. De base rectangular distribuida en cinco cuerpos desiguales, marcados por suaves cornisas, se eleva unos 20 metros hasta el alero del tejado y unos 25 metros hasta la cumbre. En su interior se advierten tres espaciosas naves sobre la base rectangular. Tiene cinco capillas, la mayor y cuatro laterales: Capilla Mayor: tiene unos ocho metros de ancho por unos 14 metros de alto. El actual fue dorado el año 1783 por el importe de 9.456 reales y 8 maravedíes.
- Iglesia de San Esteban Protomártir, en la que destaca capilla mayor, cubierta con una excepcional armadura mudéjar (siglo XVI) construida siguiendo los cánones de la carpintería de lo blanco. Desde 2012 alberga el centro de interpretación de la Carpintería de lo Blanco, gestionado por la Asociación de Amigos de San Esteban. El centro de interpretación de la Carpintería de lo Blanco está ubicado en la iglesia de San Esteban Protomártir, en la misma localidad de Villamayor de Campos.Fue inaugurado en 2012 con la financiación de la Junta de Castilla y León y el apoyo y gestión de la Asociación de Amigos de San Esteban. La financiación inicial fue aportada por la Consejería de Cultura y Turismo y la de Fomento y Medio Ambiente que, aprovechando el desuso de la iglesia intervinieron de forma conjunta para la creación del centro de interpretación. Esta actuación supuso la rehabilitación integral del templo para adecuarlo a su nueva función como centro de interpretación y difusión de la Carpintería de lo Blanco que integra a 17 iglesias ubicadas en Tierra de Campos zamorana y que destacan por sus armaduras mudéjares (artesonado) en las cubiertas.

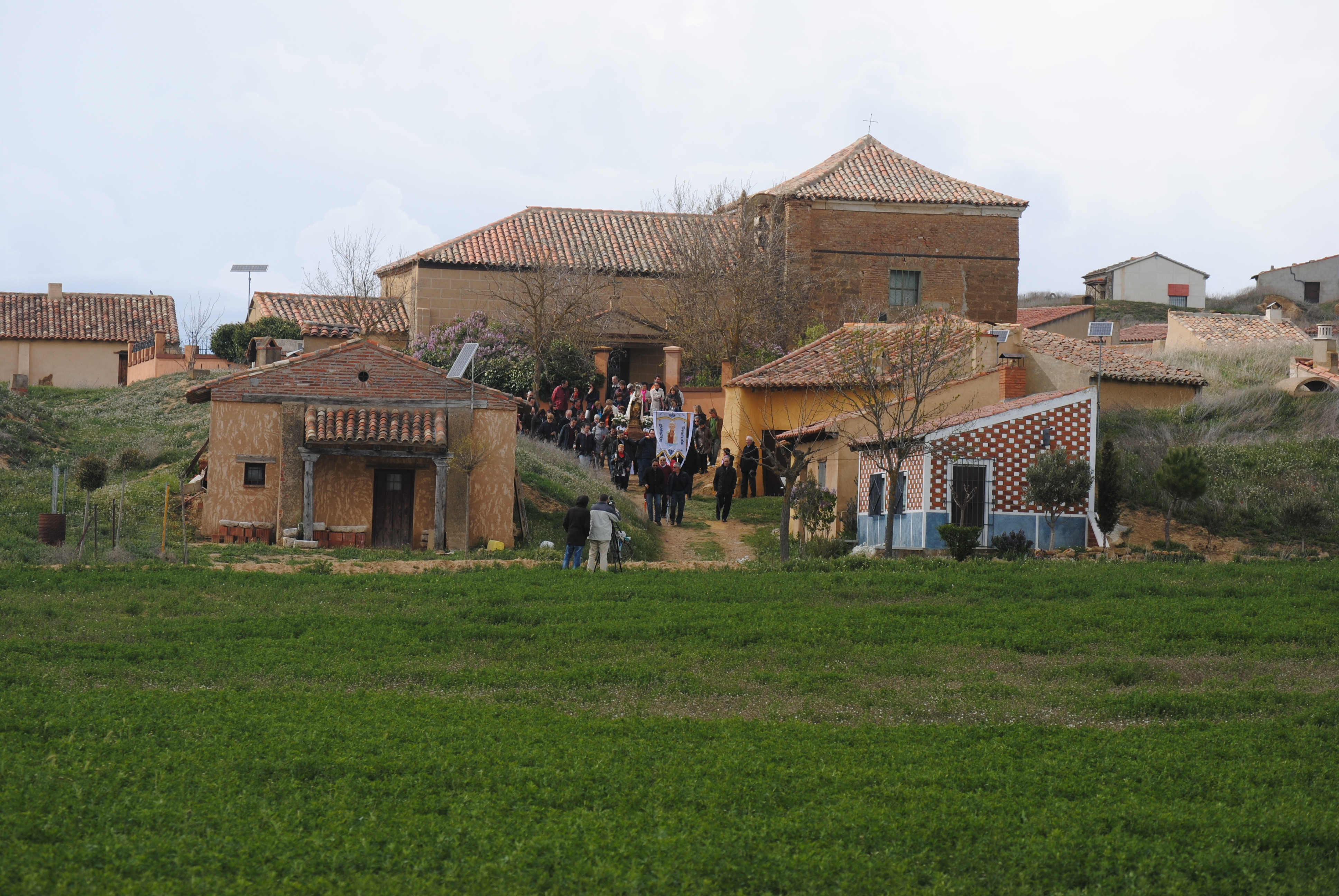
Ermita Virgen del Socastro

- Ermita de la Virgen del Socastro. Ermita Virgen del Socastro Escasos son los datos rigurosamente históricos, aparte de su existencia en el siglo VIII o IX de nuestra era y algunas referencias posteriores hasta llegar a nuestros días. Se dice que esta ermita pudo ser la iglesia del primitivo poblado, al menos desde la época visigótica, El testamento de Ordoño, firmado el año 916, en una nota el rey devuelve a la iglesia de León, algunos pueblos con sus iglesias, entre ellas Santa María de Castro de Acebal en tierras de Aratoy o Valderaduey. Se encuentra en el medio de las bodegas. Carece de torre campanario que la suple una pequeña espadaña lateral donde se aloja la única campana.Dentro el templo nos encontramos con una sola nave de 21 metros de longitud, incluido el presbiterio limitado por los arcos torales, tres de los cuales son ciegos, a falta de crucero. Son los puntos de apoyo de la incipiente cúpula circundada por una cornisa de escayola, que la decora y limita el mismo presbiterio. La única ornamentación actual se halla en el retablo del único altar, si exceptuamos una cruz trebolada en sus extremos y pintada en azul sobre el techo plano de la nave, otra pintada en rojo, azul y detalles en otros colores sobre el muro izquierdo y una tercera en el centro del presbiterio.
- Bodegas agrupadas en el paraje del Teso de las Bodegas, que forman, con sus portadas y zarceras de curiosas formas, un extraño y sugerente paisaje cruzado por rojizos senderos. Teso de las Bodegas

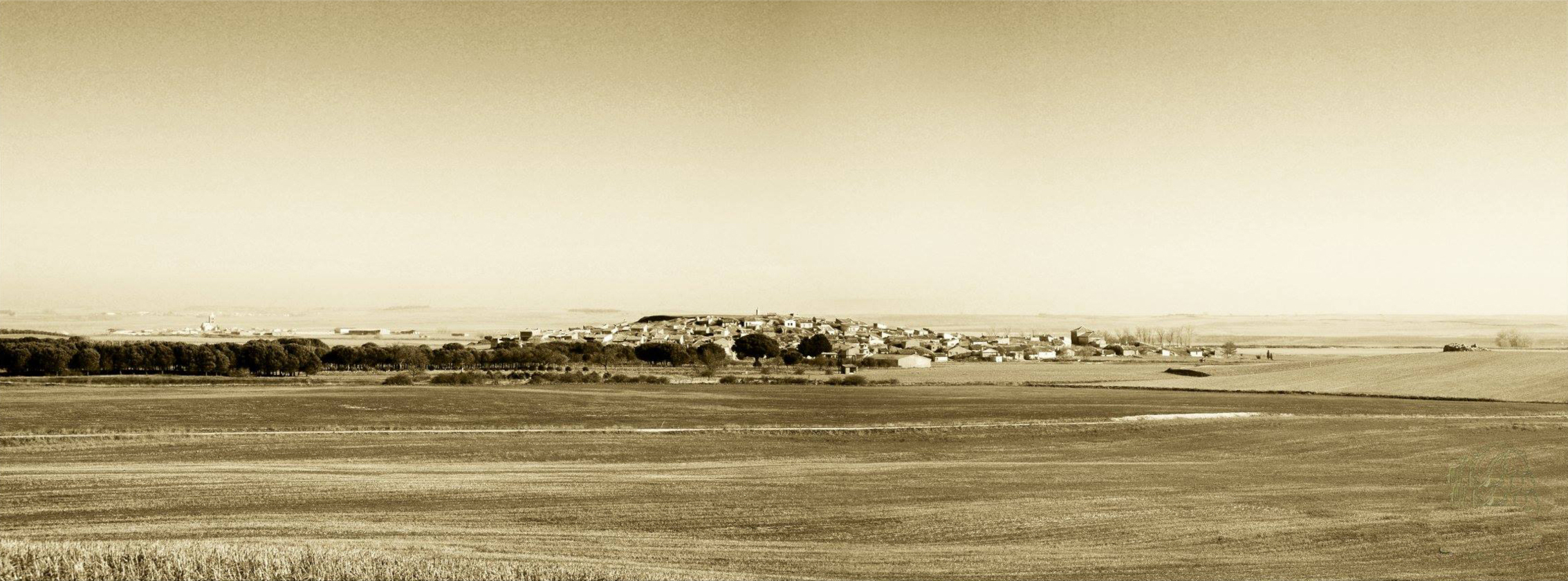
Teso de las Bodegas

- Laguna de los Silos: cercana al teso de las Bodegas y al cauce del río Valderaduey, era muy utilizada, en otros tiempos, tanto para extraer el barro y el agua necesarios para arreglar los desperfectos de las bodegas, como también para que abrevase el ganado de los campos vecinos y el que transitaba por el camino tradicional de la Colada de la Zamorana. Llegó a haber carpas y abundaban las ranas y otros animales cuyo hábitat se establece en torno a estas masas de agua. Periódicamente se pueden ver algunas aves que ocupan estacionalmente el lugar durante las migraciones anuales.[cita requerida]Laguna de los SilosInterior de una bodega

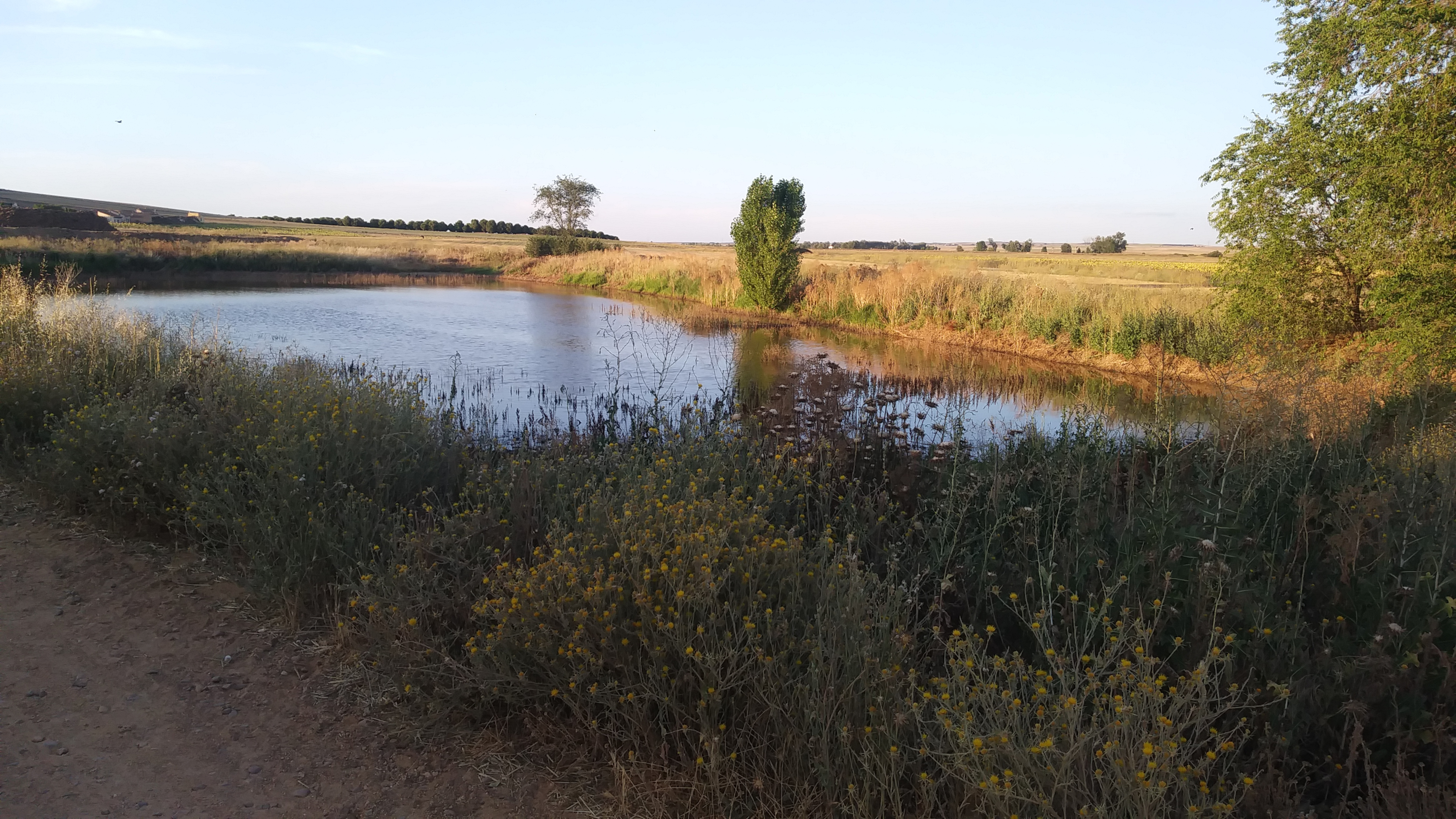
Laguna de los Silos

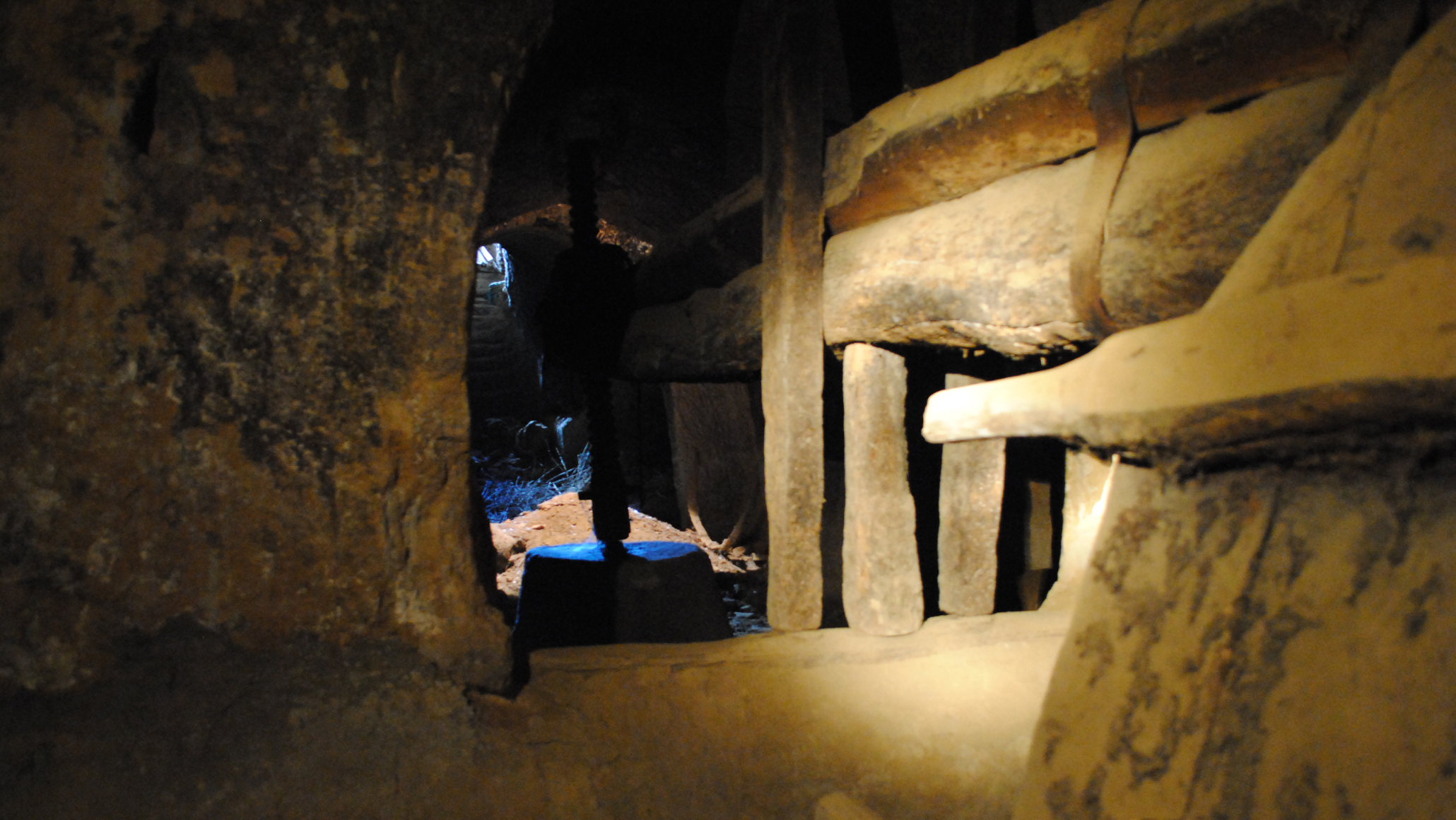
Interior de una bodega

- Palomares: Construidos, antiguamente, con tierra de tapial, recubierta con capacho, en algunas reparaciones se ha empleado el ladrillo, para una mayor consistencia. Se pueden ver las distintas formas y tipologías: redondos, cuadrados, rectangulares, incluso uno en forma de torre circular,  y alguno de ellos tiene patio interior. Varios tienen tres tejados y como adornos, pináculos, salientes variados, pequeñas troneras, y otros.
- Virgen del Socastro: Podemos hablar de tres imágenes. Una, que sería la original, descubierta por el pastorcito en el siglo XI o XII, hoy desaparecida, y dos conocidas y veneradas actualmente. Nadie, entre los habitantes vivos del pueblo, da razón de la primera, la supuestamente aparecida en el teso. Según la tradición verbal tendría una marca en la mejilla de la pisada de oveja, que pisó en el hueco del escondite. No hay documento alguno, que lo acredite, fuera de la tradición verbal. Daremos, pues, unos rasgos generales de cada una de las dos conocidas actualmente. La primera imagen:La de la parroquia. Se trata de una talla de madera policromada, que, según todos los indicios, data del siglo XII al XIII. La Virgen está sentada como soberana en un trono, lleva corona real, con la mano izquierda parece recoger un poco el manto, mientas en la derecha, un tanto elevada, muestra un objeto no identificado, que semeja un pan. Viste túnica roja, al igual que el Niño Jesús, cuyas embocaduras del cuello se adornan con una cenefa dorada en ambos. El manto de la Virgen refleja tonos verdosos claros. Hoy toda la policromía ha perdido intensidad, acaso efecto del paso del tiempo. El Niño se halla sentado en el regazo materno, eleva la mano derecha en actitud de iniciar la bendición y en la izquierda, lleva algo sin identificar. El escultor es anónimo como en tantas otras obras de la época. Sí me permito apreciar una imagen de encantadora y atractiva expresión de Madre e Hijo, que inspiran devoción. Imagen venerada en la ermita: Esta otra imagen, la más popular durante las últimas centurias, siendo la misma,se nos presenta en dos formas, la original, rescatada en reciente restauración, y la vestida. Mostramos en primer lugar la vestida, tal como la ha conocido nuestra generación y puede verse hoy en estampas porque se le retiró la vestimenta al ser restaurada y hoy se la encuentra en su forma original. Imagen vestida: De acuerdo a los datos aportados en la restauración, la imagen que contemplamos fue vestida artificialmente a mediados siglo XVII, debido a la moda de época, lo cual ocasionó una pérdida artística, si bien fue temporal afortuna-damente. La transformación de verla vestida o no, es tal que parecen dos imágenes distintas, como se puede aprecia en fotografías. Al vestirla rellenaron huecos con papeles y escayolas a fin de darle forma para dejar caer la ropa al estilo de época, la túnica y el manto eran de tela gruesa floreada de igual manera que la toca. Contaba con ropas de fiesta y de tiempo ordinario. De forma parecida vistieron al Niño Jesús. A fin de achicar el rostro de la Virgen, la pusieron el llamado rostrillo de plata, que deterioró la policromía y pedía retocarla.

## Fiestas
- Villamayor venera a Nuestra Señora de la Asunción y a San Roque (15 y 16 de agosto).
- Santo Ángel de la Guarda (1 de marzo).
- Corpus y el Día del Señor (domingo siguiente al Corpus).
- Romería de la Virgen del Socastro (primer domingo de junio)  A primeros de mayo se baja la imagen desde su ermita (Teso de las Bodegas) hasta la parroquia. El día de la Virgen, tras la misa, se devuelve a la Virgen a su ermita, merendando después los vecinos en las bodegas.
- Semana Cultural Gebres. Donde se programan numerosas actividades para todos los públicos que finalizarán con las Fiestas de San Roque, los días 15 y 16 de agosto.